# Carica Yin Lihua
Carica Yin Lihua (陰麗華) (5 – 64), formalno Carica Guanglie (光烈皇后, doslovno, "obnoviteljska i postižuća carica") bila je kineska carica u doba dinastije Han. Bila je druga carica u doba vladavine njenog muža cara Guangwua (Liu Xiu) -- iako je već bila udana za njega prije nego što oženio za prvu caricu Guo Shengtong. Bila je poznata po svojoj ljepoti i plahosti.
Njezin je sin bio car Ming.